# 黃泓瀚
黃泓瀚（1994年10月15日—）為臺灣男子籃球運動員，場上位置為前鋒，現效力於台灣職業籃球大聯盟新北中信特攻。

## 生平
黃泓瀚畢業於明禮國小、自強國中、能仁家商、健行科技大學，分別奪過國中籃球聯賽（JHBL）、高中籃球聯賽（HBL）、大專籃球聯賽（UBA）冠軍，其中就讀能仁家商三年級時率領球隊收下校史首座HBL冠軍，個人收下MVP。2017年7月在超級籃球聯賽新人選秀會第一輪第二順位被金門酒廠相中。學生時期主打4、5號位置，進入超級籃球聯賽（SBL）轉型為锋卫摇摆人或控球後衛。2018年7月，金門酒廠將黃泓瀚交易至台灣啤酒，換回煥亞。2021年6月30日，黃泓瀚據報以兩年約加盟P. LEAGUE+桃園領航猿。2022年11月27日，黃泓瀚在對陣高雄17直播鋼鐵人的比賽中繳出18分、14籃板、11助攻的大三元成績。2023年7月31日，桃園璞園領航猿宣布黃泓瀚離隊。8月1日，T1聯盟新北中信特攻宣布以複數年合約簽下黃泓瀚。

## 生涯數據

### P. LEAGUE+
例行賽
| 賽季    | 球隊           | GP | MPG   | 2P%   | 3P%   | FT%   | RPG  | APG  | SPG  | BPG  | PPG  |
| ------- | -------------- | -- | ----- | ----- | ----- | ----- | ---- | ---- | ---- | ---- | ---- |
| 2021–22 | 桃園領航猿     | 10 | 18:15 | 36.36 | 26.67 | 50    | 4.5  | 1.4  | 0.6  | 0.1  | 3.2  |
| 2022–23 | 桃園璞園領航猿 | 37 | 19:51 | 37.5  | 34.62 | 65.52 | 4.27 | 2.24 | 0.76 | 0.22 | 4.49 |

## 外部連結
- 黃泓瀚的Instagram帳戶
- 黃泓瀚在fiba.basketball（英语）
- 黃泓瀚在P. LEAGUE+官網
- 黃泓瀚在台灣職業籃球大聯盟官網
- 黃泓瀚在Eurobasket.com（球員）（英语）
- 黃泓瀚在RealGM（英语）
- 黃泓瀚在Flashscore（英语）